# Рубен, Виталий Петрович
Виталий Петрович Рубен (Рубенис) (латыш. Vitālijs Rubenis; 13 (26) февраля 1914 года, Москва — 20 января 1994 года, Москва) — латышский советский партийный и государственный деятель.

## Биография
Являлся членом ВКП(б). Редактор рыбинской районной газеты «Стахановский труд» (Ярославская область, 1942—1943 гг.). Второй секретарь Даугавпилсского укома партии (1947—1948 гг.). Начальник отдела сельского хозяйства и заготовок Госплана Латвийской ССР (1958—1960 гг.). Заведующий сельхозотделом ЦК КП Латвии (1960—1961).
Председатель Совета Министров Латвийской ССР (1962—1970 гг.), Председатель Президиума Верховного Совета Латвийской ССР (1970—1974 гг.), заместитель Председателя Президиума Верховного Совета СССР (1970—1974 гг.).
Депутат Верховного Совета СССР от Латвийской ССР: Совета Национальностей 6—7 и 9—11 созывов (1962—1970; 1974—1989), Совета Союза 8 созыва (1970—1974). Председатель Совета Национальностей Верховного Совета СССР (1974—1984 гг.).
Кандидат в члены ЦК КПСС (1966—1976), член ЦК КПСС (1976—1986).
Награждён 3 орденами Ленина, орденом Октябрьской Революции, орденом «Знак Почёта» и медалями.
Похоронен на Троекуровском кладбище.